# Mattinelle
Mattinelle è una frazione di Campagna in provincia di Salerno.

## Geografia fisica
È situata in zona semi pianeggiante, fra le località Pezzarotonda, San Paolo e Ponte Barbieri, Galdo e la località Casarsa del Comune di Eboli. È attraversata da nord a sud dalla SP 234 che collega la Strada statale 91 della Valle del Sele, in località Pezzarotonda, con la Strada statale 19 delle Calabrie, in località San Paolo.

## Storia
L'abitato è come case sparse presumibilmente alla fine del 1800 ; ha avuto un incremento abitativo a seguito del terremoto dell'Irpinia del 1980. Con l'aumento della popolazione è stata costruita una scuola materna e una piccola chiesa con attigua una piazzetta.

## Monumenti e luoghi d'interesse
Non presenta alcun luogo di interesse storico. Antiche fattorie presenti nelle vicinanze sono state demolite a seguito del terremoto dell'Irpinia.

## Economia
Le principali risorse sono la coltivazione e la produzione dell'olio di oliva Colline Salernitane (DOP) e l'allevamento bovino.